# HD 100546 c
HD 100546 с — неподтверждённая возможная формирующаяся экзопланета (протопланета) в системе HD 100546, самая близкая экзопланета к звезде HD 100546

## Характеристики
О этой экзопланете мало чего известно
HD 100546 c, экзопланета HD 100546 c, HD 100546 c ExoPlanet Facts
1. ↑  Extrasolar Planets Encyclopaedia (англ.) — 1995.